# Buitenplaats
Ne doit pas être confondu avec résidence secondaire ou manoir.

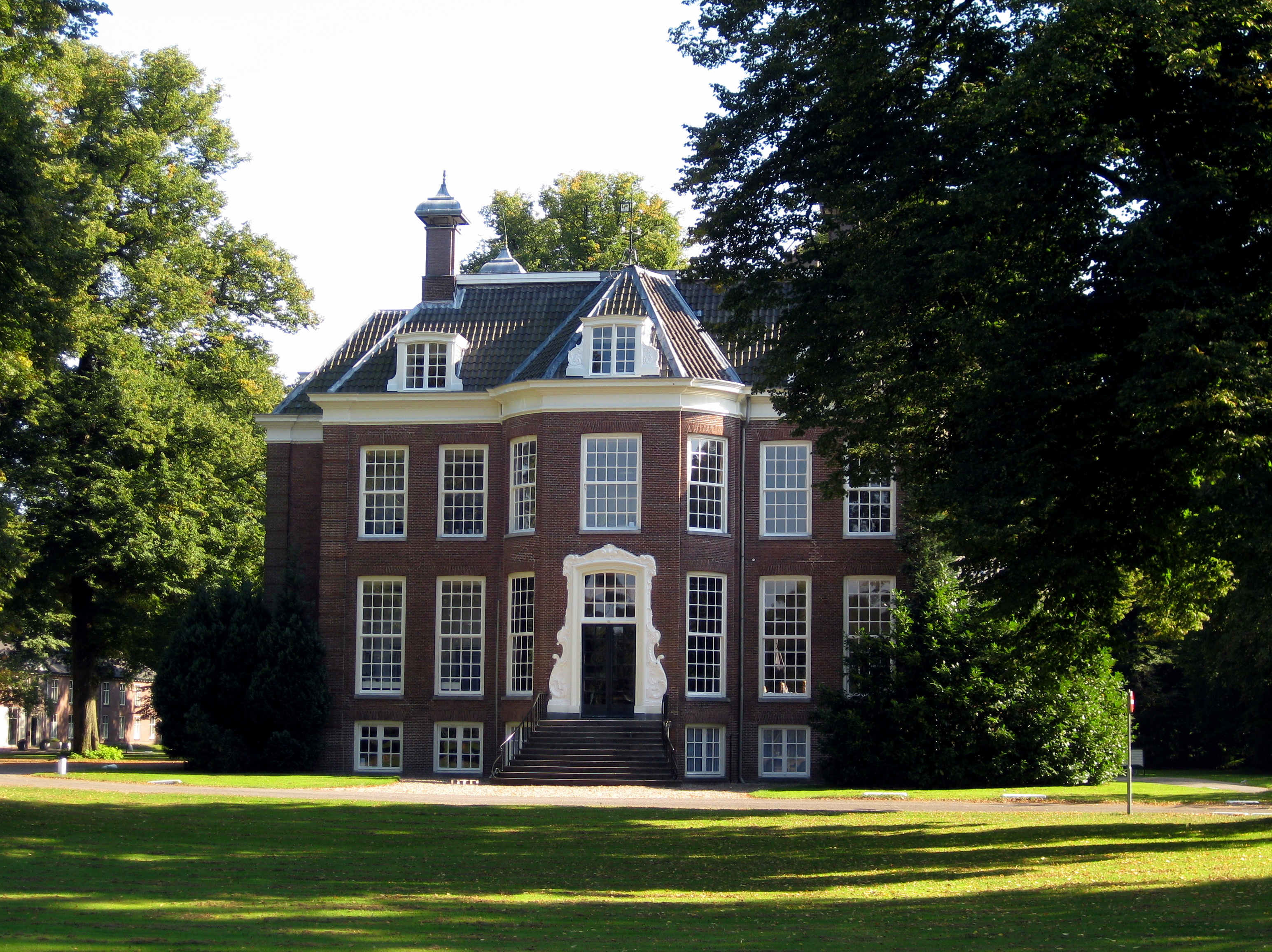
Le domaine de Zandbergen, Huis ter Heide (1754) à Zeist, classé aux monuments nationaux.

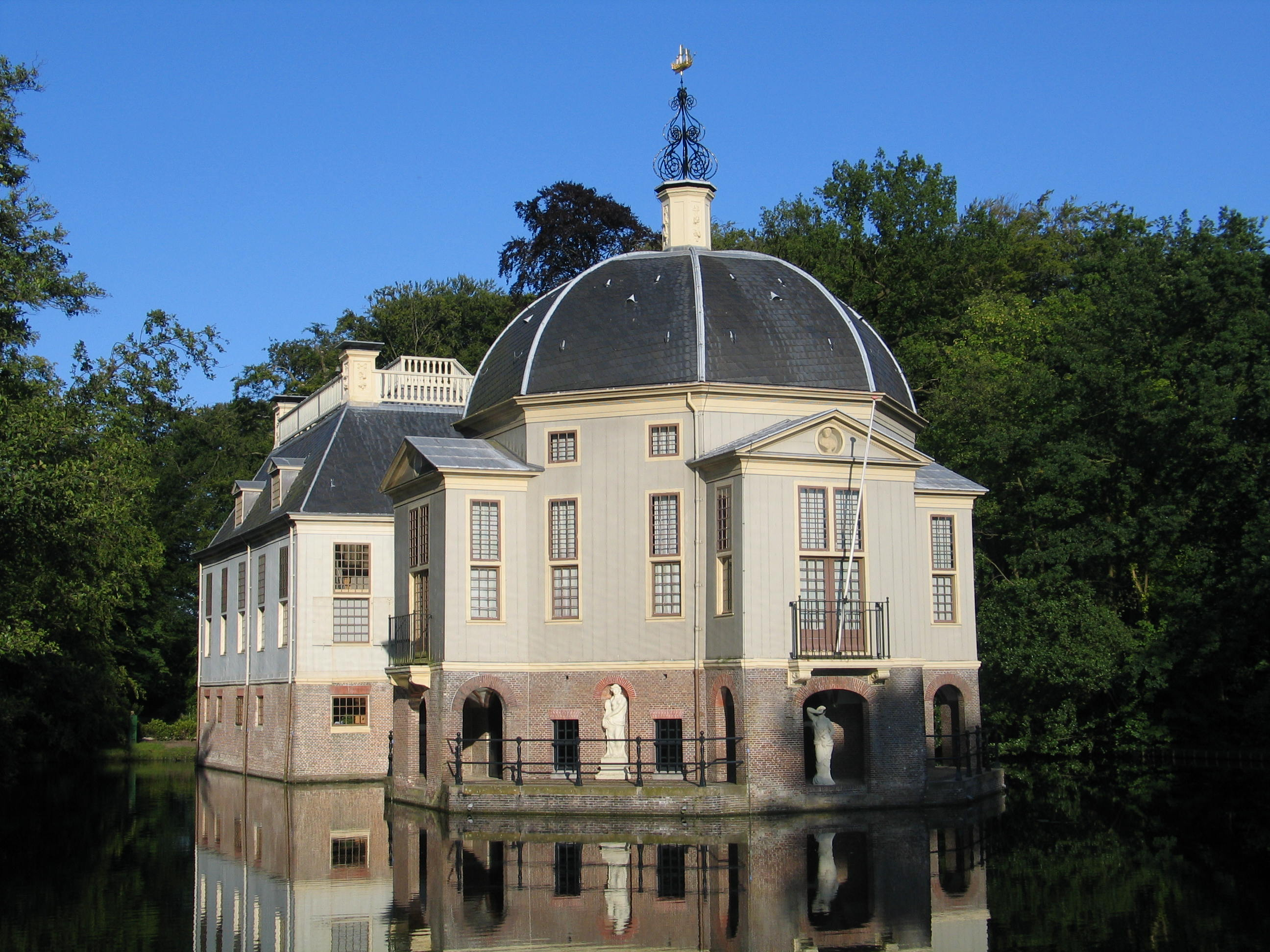
De Trompenburgh à 's-Graveland, bâtie par Daniël Stalpaert pour l'amiral Cornelis Tromp, fils de Maarten Tromp, en 1672.

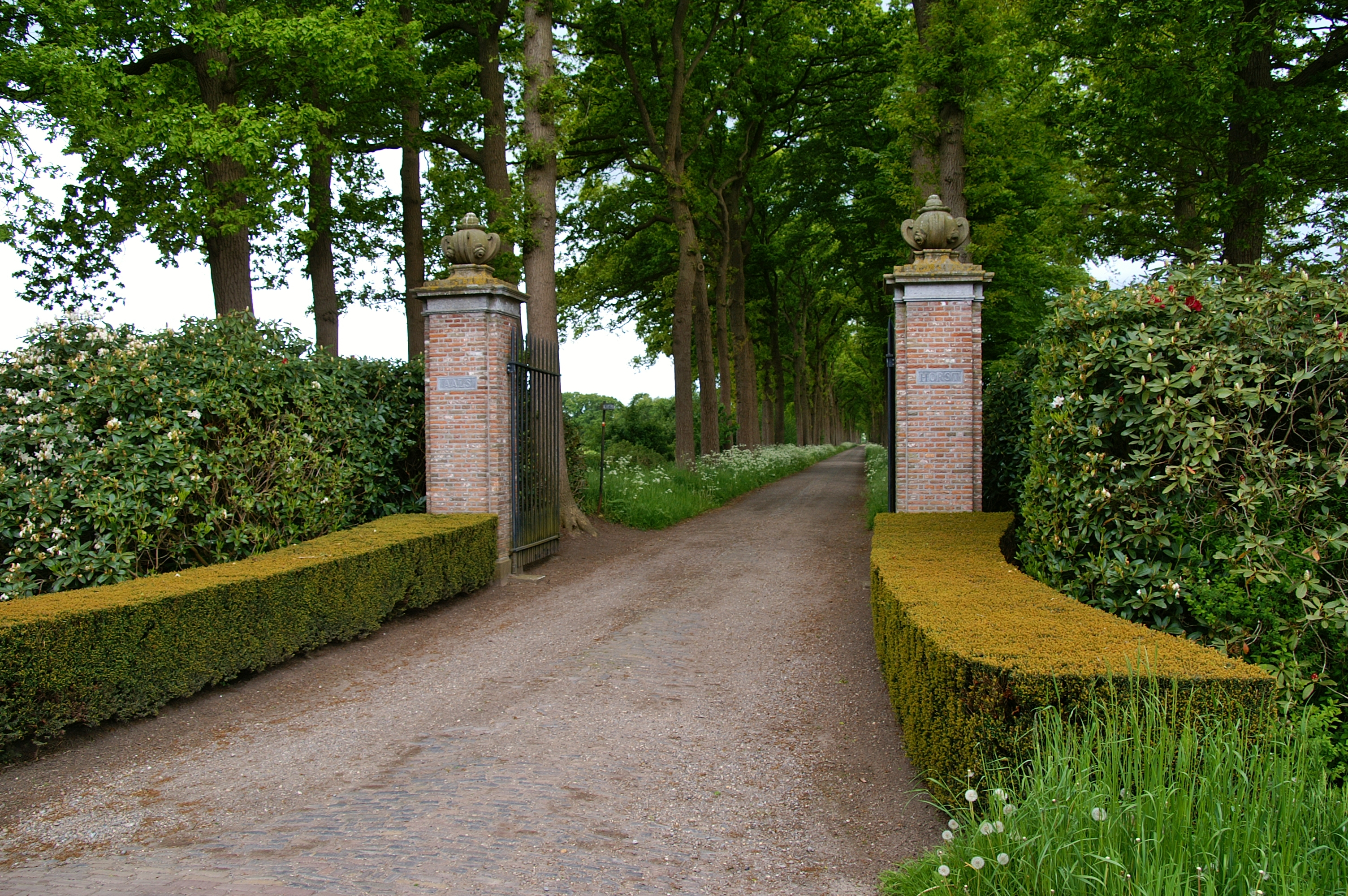
Portail d'entrée de la buitenplaats Den Aalshorst à Dalfsen, classée aux monuments nationaux.

Une buitenplaats (pluriel : buitenplaatsen ; en néerlandais, littéralement, « lieu à l'extérieur » ou « place à l'extérieur »), également connue sous les noms de landhuis ou hofstede (termes traduits en français par maison de campagne ou plus rarement manoir), est une résidence d'été utilisée par la bourgeoisie aux Pays-Bas au XVIIe siècle. 
Les maisons de campagne néerlandaises sont souvent confondues avec des châteaux : pourtant, un château était fondé et habité par des nobles, tandis que les maisons de campagne étaient exclusivement utilisées par la bourgeoisie. Néanmoins, certains châteaux sont transformés en maison de campagne au XVIIe siècle.
Le cœur du domaine est la maison de maître, un bâtiment distingué où il séjournait avec sa famille durant l'été. Autour de la maison, il y a un jardin décoré avec des fontaines et des statues. Il y a également parfois une orangerie contenant des plantes exotiques, une volière ou une grotte. Une ferme ou une forêt peuvent aussi faire partie d'une maison de campagne.

## Histoire

### Débuts
Pendant le siècle d'or néerlandais, au XVIIe siècle, nombre de commerçants et membres de l'administration publique deviennent fortunés et achètent des propriétés à la campagne.
Au début, ces terres sont achetées pour les baux, mais on y fait bientôt construire des maisons de campagne, qui sont utilisées seulement l'été. Ces maisons de campagne se trouvaient dans des régions pittoresques d'accès facile, comme autour du fleuve Vecht, du fleuve Amstel, dans le Kennemerland, autour de la rivière Vliet et à Wassenaar, au nord de La Haye, mais aussi dans des polders, comme le Watergraafsmeer et le Beemster, tous deux en Hollande, qui étaient populaires. Au XIXe siècle, de nouvelles régions comme l'Utrechtse Heuvelrug et les environs d'Arnhem dans l'est des Pays-Bas sont à la mode.

### Disparition
Au XIXe siècle, les maisons de campagne deviennent démodées, car souvent aussi trop chères pour n'être utilisées qu'en saison. Dans certains endroits du pays, les maisons de campagne disparaissent presque toutes, mais dans d'autres, comme au bord du fleuve Vecht ou dans le Kennemerland, elles existent encore. Peu d'entre elles sont ouvertes au public, car la plupart sont désormais des résidences principales, habitées toute l'année. D'autres sont reconverties en d'autres usages.

## Buitenplaatsenconnues
- Amstelrust à Amsterdam
- Beeckestijn à Velsen-Zuid
- Clingendael à Wassenaar
- Den Aalshorst à Dalfsen
- Frankendael à Amsterdam
- Goudestein à Maarssen
- Groeneveld à Baarn
- Hartekamp à Heemstede
- Hofwijck à Voorburg
- Keukenhof à Lisse
- Trompenburgh à 's-Graveland
- Vaeshartelt à Maastricht
- Vreedenhoff à Nieuwersluis
- Zonnebeek à Enschede